# Boys Don't Cry (film)
 For alternative betydninger, se Boys Don't Cry. (Se også artikler, som begynder med Boys Don't Cry)
Boys Don't Cry er en amerikansk romantisk dramafilm fra 1999 instrueret af Kimberly Peirce. Filmen er en dramatisering af den virkelige historien om Brandon Teena.

## Medvirkende
- Hilary Swank som Brandon Teena/Teena Brandon
- Chloë Sevigny som Lana
- Peter Sarsgaard som John